# Wix (Essex)
Wix è un villaggio e parrocchia civile dell'Inghilterra, appartenente alla contea dell'Essex.